# Анкудинов, Гавриил Алексеевич
Гавриил Алексеевич Анкуди́нов (1896—1964) — советский фотожурналист.

## Биография
Родился в семье учителя.
В 1914 году окончил Петроградское художественно-промышленное училище барона Штиглица по специальности фотограф и таксидермист. Служил в армии, участник Первой мировой войны.
В 1923—1935 годах работал в Карельском государственном краеведческом музее в Петрозаводске заведующим естественным отделом, осуществлял организационно-методическое руководство по оформлению экспозиций музея. Изготовил для краеведческого музея более 350 чучел животных, птиц, рыб.
В 1934—1948 годах работал фотокорреспондентом республиканской газеты «Ленинское знамя». В годы Советско-финской войны (1941—1944) — фотокорреспондент на Карельском фронте.
В 1953—1957 годах работал руководителем кружка Карельской станции юных натуралистов, участвовал в Выставках достижений народного хозяйства (ВДНХ), награждался медалями ВДНХ.
Фотофонд Г. А. Анкудинова хранится в Национальном архиве Республики Карелия.